# Michael Schmidt (Unternehmer)
Michael Schmidt (* 4. Juli 1948 in Kiel) ist ein deutscher Unternehmer und ehemaliger Segler.

## Werdegang
Schmidt kam als Jugendlicher in seiner Heimatstadt Kiel zum Segelsport und befasste sich in dieser Zeit auch bereits mit der Fertigung von Booten, als er einen Optimisten baute. Er lernte Reedereikaufmann, die Ausbildung schloss er 1968 ab. Im Zeitraum 1968 bis 1975 arbeitete Schmidt für Unternehmen in England, Schweden und Kanada, von 1975 bis 1979 war er im Europageschäft von C&C Yachts, einem nordamerikanischen Bootsbauunternehmen, tätig. Er baute für das Unternehmen in Kiel die Fertigung von Serienschiffen auf.
1979 gründete er in Wedel bei Hamburg die Yachtwerft Wedel GmbH sowie die Yachtmaklergesellschaft Michael Schmidt & Partner GmbH. Unter Schmidts Leitung wurden in Wedel in den 1980er Boote gebaut, von denen einige zu den schnellsten ihrer Bauweise zählten, darunter „Düsselboot“, „Diva“, „Outsider“ und „Rubin“. In seiner Werft wurde das erste Kunststoffboot für den Admiral’s Cup gebaut, was seinerzeit als eine technische Revolution eingestuft wurde. Schmidt war im November 1981 einer von sieben Seglern aus Hamburg und Wedel, die sich zu einer „Zwölfer-Syndikat“ genannten Gruppe zusammenschlossen, mit der die Teilnahme am America’s Cup im Jahr 1986 angestrebt wurde. Schmidt wurde der Leiter des „Zwölfer-Syndikats“, das namhafte Geldgeber für das Vorhaben gewann, um die mit rund zwölf Millionen D-Mark eingeschätzten Kosten zu bestreiten. Im Dezember 1983 wurde das Projekt eingestellt. 1985 gewann Schmidt als Steuermann den Admiral’s Cup.
1990 übernahm er in Greifswald eine zuvor in der Deutschen Demokratischen Republik als Volkseigener Betrieb geführte Bootswerft und baute dort ein Unternehmen auf, das deutschlandweit das zweit- und weltweit das fünftgrößte seiner Art wurde. Im März 2007 ging Schmidts Unternehmen unter dem Namen HanseYachts AG als erste deutsche Bootswerft an die Börse. 2011 verkaufte er seine Anteile an dem Unternehmen, das zwischenzeitlich einen Umsatz in Höhe von 135 Millionen Euro verbucht hatte, und gab das Amt des Vorstandsvorsitzenden auf.
2016 gründete er in Greifswald-Ladebow das Unternehmen Michael Schmidt Yachtbau.